# Криводеево
Криводеево — деревня в Никольском районе Вологодской области.
Входит в состав Краснополянского сельского поселения, с точки зрения административно-территориального деления — в Краснополянский сельсовет.
Расстояние до районного центра Никольска по автодороге — 1 км. Ближайшие населённые пункты — Родюкино, Абатурово, Ирданово.
По переписи 2002 года население — 281 человек (134 мужчины, 147 женщин). Преобладающая национальность — русские (99 %).